# Hunger och matbrist i Sverige under första världskriget
Hunger och matbrist i Sverige under första världskriget behandlar hungerkrisen som rådde i Sverige åren 1914–1918. Landet har en historia där hungersnöd och brist på mat har förekommit, inte sällan i samband med krig. Se andra exempel: Hungersnöden 1695–1697 och Missväxtåren 1867–1869.

## Bakgrund
Första världskriget var ett krig mellan Ententen och Centralmakterna. Under kriget var Sverige neutralt som ett beslut av en enhällig riksdag. Med detta menas att staten inte deltar i krigiska konflikter eller ingår i militära allianser. Med andra ord allierade sig inte Sverige med varken Ententen eller Centralmakterna. Dock är ett neutralt land i ett krig inte synonymt med ett opåverkat land. Trots att neutraliteten var tänkt som absolut bröt Sverige sin neutralitet vid ett flertal tillfällen och landet var även offer för neutralitetskränkningar. Den svenska befolkningen drabbades hårt av kriget. Hjalmar Hammarskjöld var statsminister 1914–1917 och begreppet "Hungerskjöld" myntades eftersom människor ansåg att Hammarskjölds envishet förvärrade läget; allt fler människor svalt. Början av 1900-talet var en orolig tid för europeiska länder och år 1914 skedde även en konstitutionell kris i Sverige gällande frågan om försvaret.

## Matbristen under första världskriget

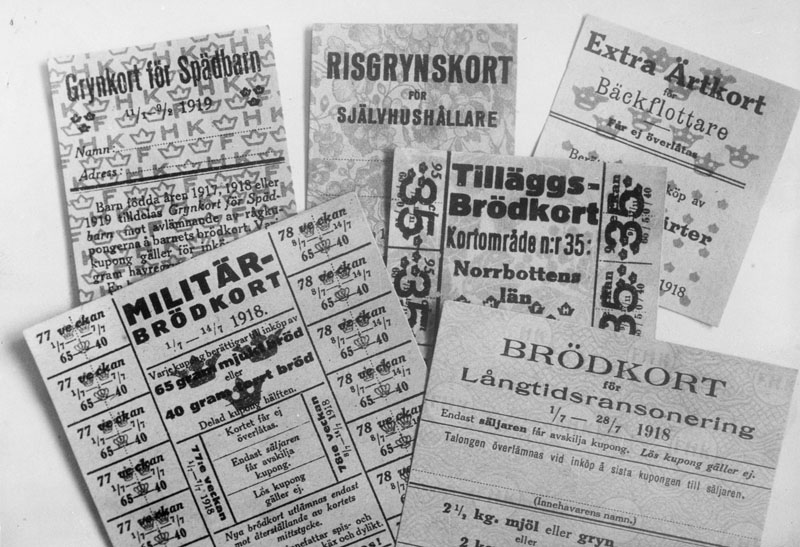
Ransoneringskort från första världskriget

Till följd av Första världskriget drabbades svenskarna av svår hungersnöd. Mellan vintern 1916 och våren 1917 bröt hungerkravaller ut och Sverige sattes i krigsberedskap. Staten hade räknat med att kriget skulle bli kortvarigt och därför fanns det inte några livsmedel lagrade i någon större kvantitet. I Elisabeth Östman-Sundstrands omarbetade bok Hushållsbok (1916), ursprungligen skriven av Rathke, ges anvisningar i sammansättande av matsedlar. En matsedel över vardagarna som skapades innan första världskriget kunde se ut så här:
- Måndag: Kalops med potatis eller Eskilstunasoppa med kokosbröd och skorpor.
- Tisdag: Kokt fläskkorf med stuvade turska bönor eller brödpudding med fruktsås.
- Onsdag: Vegetariansk jordärtskockspuré med rostat bröd eller stuvade abborrar med potatis.
- Torsdag: Ärter med fläsk eller plättar med sylt.
- Fredag: Kokt brynt lammbringa med ris och rötter eller inkokt frukt med grädde.

Efter första världskrigets utbrott såg vardagen mycket annorlunda ut och man fick ta vad som fanns i tillräckligt stor kvantitet av för att göra måltider.

### Ransoneringskort

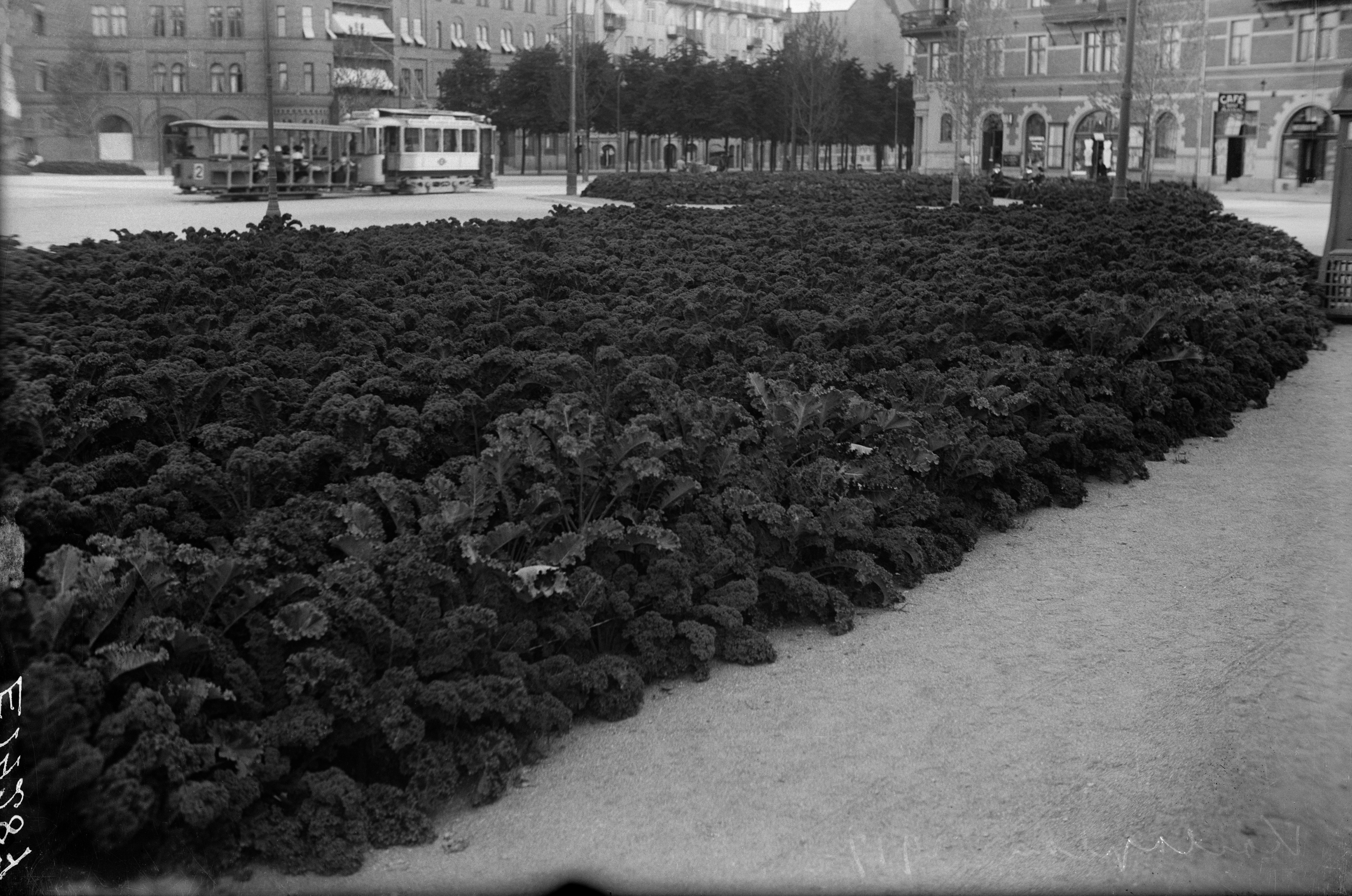
Kålodling på Karlaplan under första världskriget

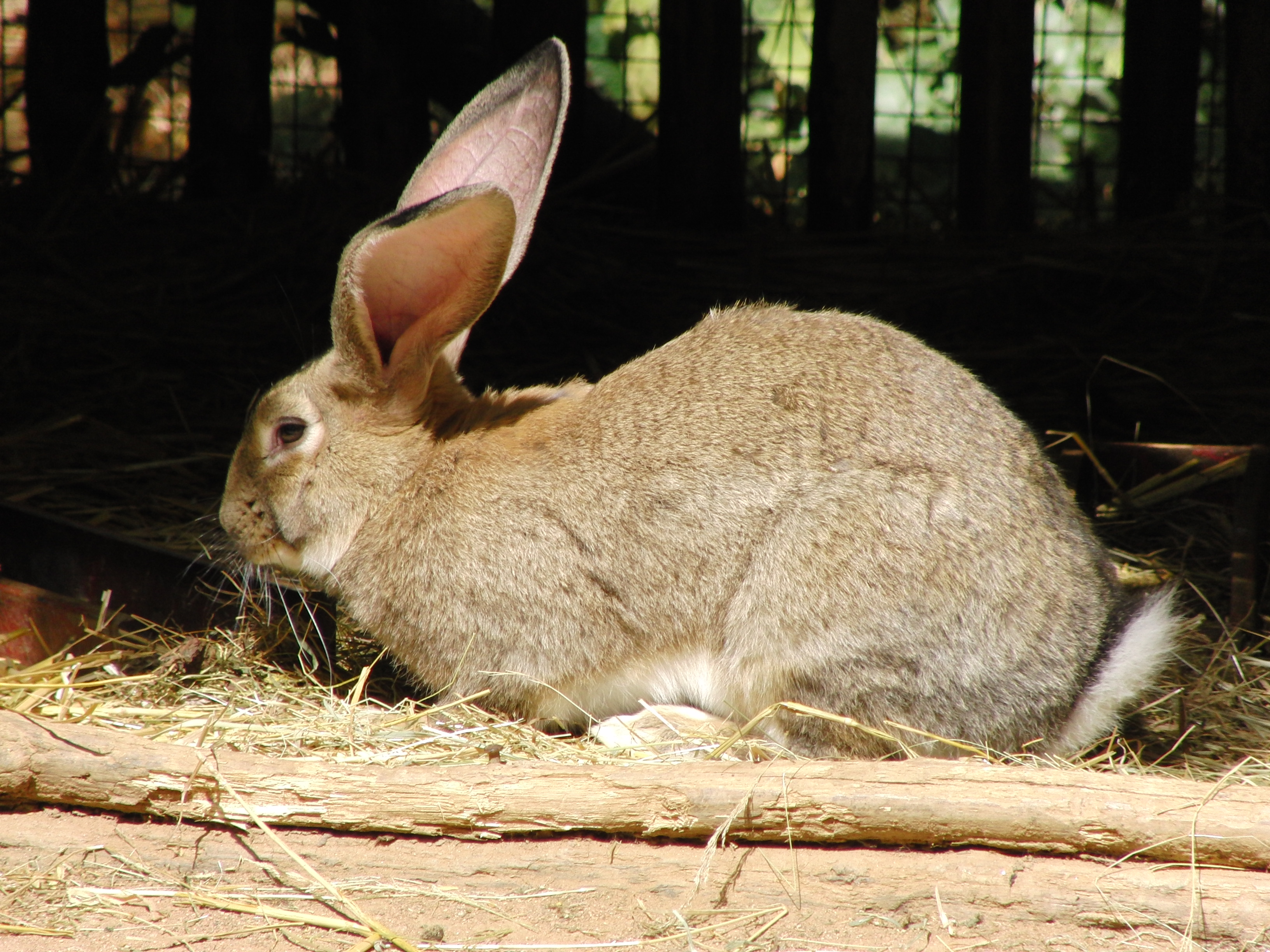
Kanin av sorten Belgisk jätte

Bristen på mat under första världskriget ledde till att myndigheterna var tvungna att införa ransonering. Det innebär att varje person får en viss ranson av olika livsmedel, exempelvis 1 kg mjöl/familj. En statlig myndighet inrättades vid namn Statens livsmedelskommission, dess ansvar var de statliga åtgärder som hörde till livsmedelsområdet. Varje svensk medborgare skulle ha tillräckligt mycket mat för att överleva. Folkhushållningskommissionen delade ut ransoneringskort som gällde för en viss mängd vara och under en viss tid.

### Odlingar i städer
Den rådande industrialiseringen innebar att fler arbetsmöjligheter hade skapats i städerna vilket skapade en urbaniseringsvåg. Det var brist på bostäder i städerna och det var inte ovanligt att människor utom familjen levde tillsammans i samma lägenhet. Det svenska folkförsörjningsläget var tufft och inte sällan kunde försörjningssituationen vara bättre på landsbygden än i städerna. Det kan bero på att trängseln inte var lika stor på landsbygden. Dessutom hade ofta landsbygden egen tillgång till mat, odlingar och egna höns. Särskilt storstäder såsom Göteborg och Stockholm drabbades hårt av matbristen och det var vanligt att demonstrationer uppstod som yrkade för ett bättre försörjningsläge. En åtgärd man tog till för att förbättra försörjningsläget var att börja odla livsmedel som grönsaker och rotfrukter i koloniträdgårdar och på allmänna platser som parker, i städerna. Grönområden förvandlades till odlingsytor för att kunna försörja befolkningen som levde i städerna. I Stockholm användes både Karlaplan och Vasaparken för ändamålet.

### Kaninuppfödning
Utöver odlingarna av rotfrukter och grönt inrättade livsmedelsnämnden en kaninodlingskommitté tillsammans med Stockholms koloniträdgårdsförening. Kaninrasen var Belgisk jätte och vägde 7-9 kg. Syftet med kaninuppfödningen var att de skulle slaktas och ätas och således förbättra försörjningsläget. År 1919 fanns det 166 kaningårdar. Kaningårdarna fanns för det mesta i anslutning till kolonistugeområden men även vid folkskolorna i Bromma och Brännkyrka.

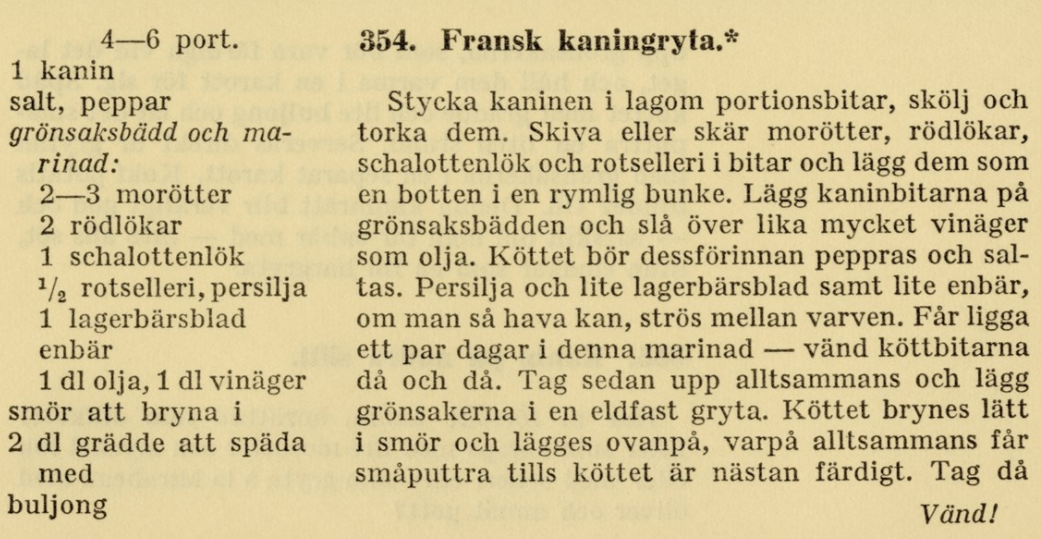
Recept på Fransk kaningryta.

## Hungerkravaller
Det svåra försörjningsläget resulterade i flera hungerkravaller. Människorna var trötta på att ständigt vara hungriga och på kriget och de upplevde att myndigheterna inte gjorde något för att förbättra situationen. Statsminister Hjalmar Hammarskjöld fick öknamnet ”Hungerskjöld”.
Hungerkravaller bröt ut på Gustav Adolfs torg i Stockholm. Tidningen Social-Demokraten beskrev polisens ingripande som brutalt.
Den 11 april 1917 marscherade 200 skärgårdskvinnor i Söderhamn. De ville att varor som havregryn skulle tas bort från ransoneringen. Den 16 april skedde en skolstrejk, de som anordnade den ansåg att om barnen inte kunde äta sig mätta hemma så skulle de få frukost i skolan.
Den 25 april 1917 samlades omkring 25 000 personer på Stortorget i Malmö för att protestera mot den rådande matbristen.

### Potatiskravallerna

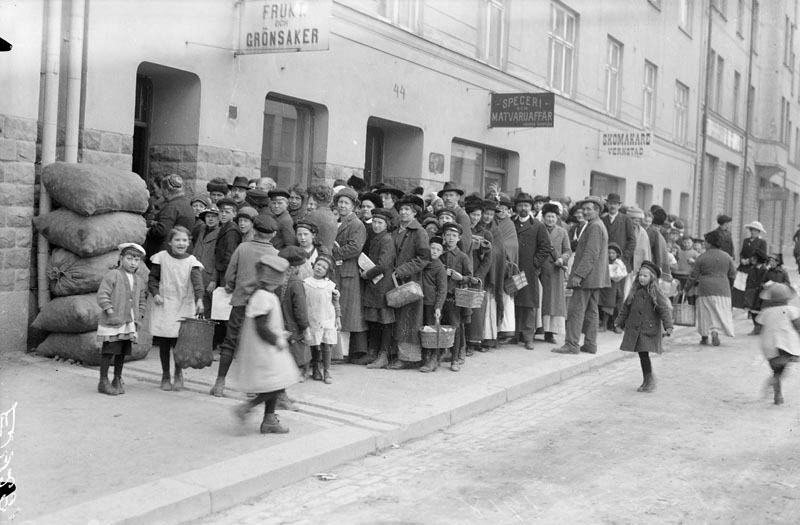
Potatiskravallerna på Södermalm 1917

Potatiskravallerna på Södermalm i Stockholm skedde den 5 maj 1917. 
En potatishandlare påstod att potatisen hade tagit slut, men de som köade utanför affären var övertygade om att handlaren hade gömt potatis. Våldsamheter bröt ut mellan polisen och de som köade. Några av de köande som arresterades var Lovisa Jonsson och hennes dotter samt Clary Ählström. Totalt häktas nitton personer under Potatiskravallerna. I rättegången friades de flesta kvinnorna, men flera av männen blev dömda till böter. Lovisa Jonssons dotter fick också betala böter.

## Exempel på produkter som ransonerades
- Bröd
- Mjölk
- Kaffe
- Socker[10]

## Fusk med ransoneringen och Gulaschbaroner

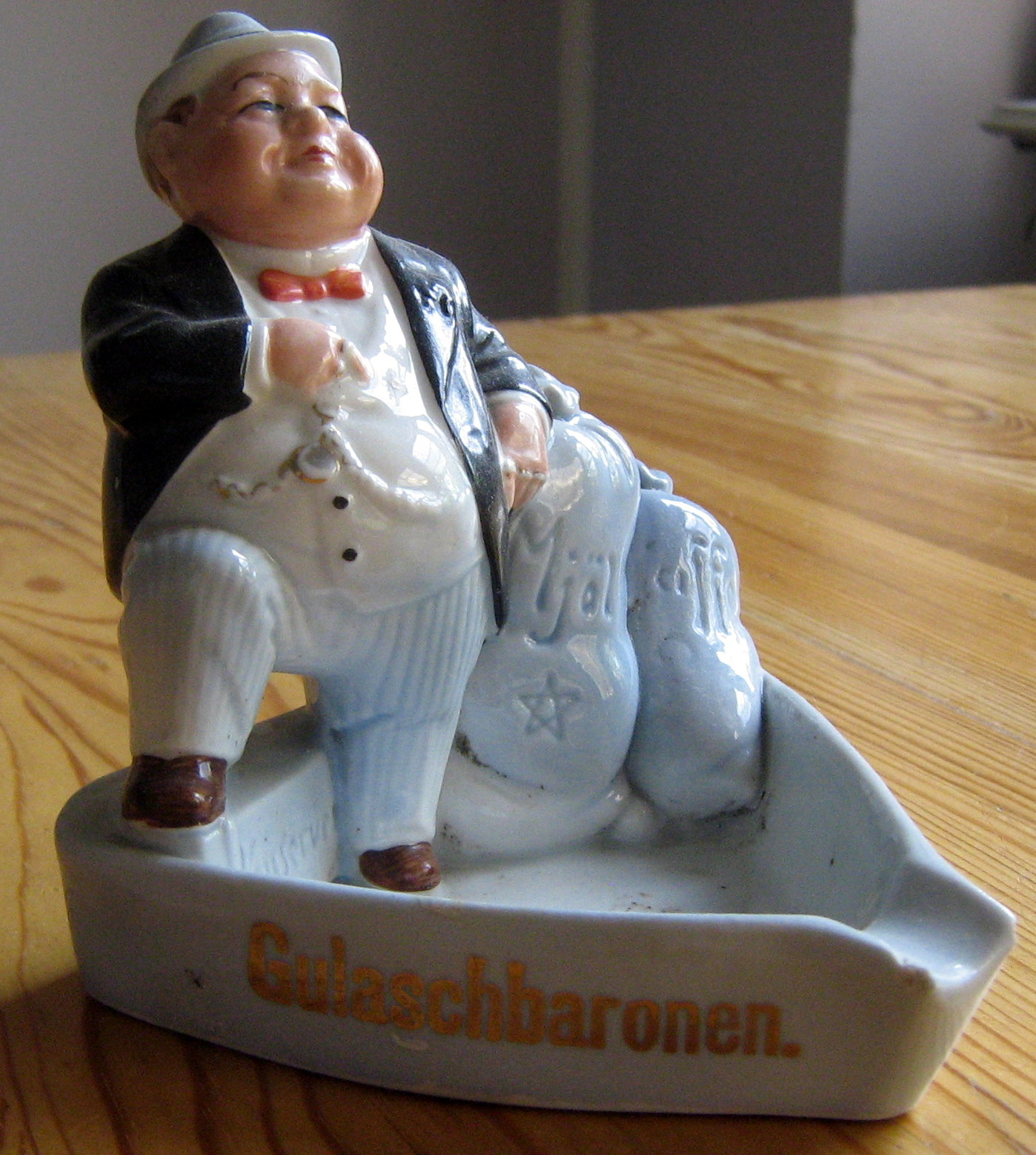
Askfat med Gulaschbaron

Att ransoneringen gick rätt till var viktigt eftersom alla människor skulle ha samma förutsättningar. Dessutom var det viktigt att rika personer inte köpte upp maten så att fattigare svalt. Kvantiteten av maten och dess kostnad bestämdes därför av myndigheterna. En svart handel skapades och vanliga svenska medborgare började byta och sälja varor, vilket inte var tillåtet. Eftersom efterfrågan var hög på mat gick det att tjäna stora summor pengar på den illegala handeln.
Bönderna var tvungna att redovisa sin skörd på grund av missväxten eftersom en del av den skulle ransoneras. Vissa bönder gjorde felaktiga redovisningar och försökte sälja delar av sin skörd på den svarta marknaden. Där kunde de få bättre betalt än om de skulle sålt till myndigheterna. Fusk rapporterades till polisen som delade ut böter.
Trots den svenska statens arbete för att säkerställa att alla svenska medborgare hade samma förutsättningar fortsatte de illegala verksamheterna. Medan många svalt tjänade gulaschbaroner mycket pengar på sina verksamheter. Dessa personer hade ofta haft en påkostad och lyxig livsstil samt uppväxt och tjänat storkovan av att sälja mat till armén. Exempelvis sålde de gulaschkött, speciellt i Danmark där namnet kommer ifrån, vilket gav upphov till namnet Gulaschbaroner. Idag används ordet för alla dem som tjänar pengar på krig. Under första världskriget skapades satiriska bilder på Gulaschbaroner som prydde planscher och porslin.

## Missväxt och minskad import
Före första världskriget importerade Sverige mycket spannmål. 1913 beräknas spannmålsimporten varit runt 500 000 ton. Under första världskriget minskade importen drastiskt och år 1917 hade importen minskat med drygt 70 % på 4 år och spannmålsimporten var då dryga 151 000 ton. Samtidigt rådde det missväxt vilket förvärrade läget. Sverige ville inte sluta handla med Tyskland vilket upprörde Storbritannien och USA. Storbritannien skar därför av sin export av brödsäd till Sverige och USA slutade även exportera till Sverige. Detta var någonting som svenska gulaschbaroner gynnades av. Två år av dåliga skördar och den minskade importen var huvudorsaken till Sveriges svält. Dessutom resulterade den minskade importen och missväxten i en prisstegring. Beräkningar visar att priset på de allra viktigaste varorna ökade med dryga 103 %. 1916 präglades landet av en dålig potatisskörd och 1917–1918 var spannmålsskörden särskilt dåligt. År 1910 uppskattas exempelvis ett kilo smör ha kostat 2,05 kr. 1920 kostade samma mängd 6,57 kr; en ökning på cirka 70 %. Den svenska befolkningen, varav många led av fattigdom, påverkades kraftigt av prisstegringen.

## Fotnoter
1. ↑  ”1917: Dyrtid och matbrist”. Smålandsposten. 28 juni 2016. http://www.smp.se/inblick/1917-dyrtid-och-matbrist/. Läst 27 november 2019.
2. 1 2 3 4  ”Ransoneringen”. Stockholmskällan. https://stockholmskallan.stockholm.se/teman/stockholm-ater/ransoneringen/. Läst 27 november 2019.
3. ↑  ”Grönsaksodling i Vasaparken”. Svenska Biografteatern. https://stockholmskallan.stockholm.se/post/30350. Läst 27 november 2019.
4. ↑  ”Grönkålsodling på Karlaplan”. Svenska Biografteatern. https://stockholmskallan.stockholm.se/post/30351. Läst 27 november 2019.
5. ↑  ”Recept på Fransk kaningryta”. Stockholmskällan. https://stockholmskallan.stockholm.se/post/30040. Läst 27 november 2019.
6. ↑  ”Uppfödning av kaniner under hungersnöden 1917”. Stockholmskällan. https://stockholmskallan.stockholm.se/post/30039. Läst 27 november 2019.
7. 1 2  ”När revolutionen stod för dörren”. Popularhistoria.se. 21 maj 2017. https://popularhistoria.se/sveriges-historia/1900-tal/1917-18-sverige-i-uppror. Läst 27 november 2019.
8. ↑  Ek, Hansson., Elisabeth, Lars. (2018-10-01). Hungerkravallerna Göteborg 1917 : Ett utställningsprojekt vid riksarkivet Landsarkivet i Göteborg
9. ↑  ”Potatiskravallerna 1917”. Stockholmskällan. 8 april 2022. https://stockholmskallan.stockholm.se/teman/stockholmshandelser/potatiskravallerna/. Läst 13 februari 2024.
10. ↑  ”Ransoneringen”. Stockholmskällan. https://stockholmskallan.stockholm.se/teman/stockholm-ater/ransoneringen/. Läst 15 januari 2020.
11. ↑  Fock, Henrik. (2019). Gulaschbaronen.. Hoi Förlag AB. ISBN 978-91-7697-193-2. OCLC 1126280322. https://www.worldcat.org/oclc/1126280322. Läst 11 december 2019
12. ↑  ”"Varför hava vi brist på livsmedel?" 1918”. Stockholmskällan. https://stockholmskallan.stockholm.se/post/30170. Läst 27 november 2019.
13. ↑  Braconier, Fredrik (25 juli 2014). ”Hungern räckte inte för en revolution”. Svenska Dagbladet. ISSN 1101-2412. https://www.svd.se/hungern-rackte-inte-for-en-revolution. Läst 27 november 2019.